# Altkirch
Altkirch (elsässisch Àltkìrech) ist eine französische Stadt mit 5575 Einwohnern (Stand 1. Januar 2022) im Département Haut-Rhin in der Europäischen Gebietskörperschaft Elsass und in der Region Grand Est. Die Stadt ist Sitz der Unterpräfektur (sous-préfecture) des Arrondissements Altkirch, gehört zum Kanton Altkirch und zum Gemeindeverband Sundgau.

## Geographie
Altkirch liegt auf einem Hügel über dem Fluss Ill und ist der zentrale Ort des Sundgaus im südlichen Elsass. Nach Basel im Osten sind es etwa 30 Kilometer, nach Belfort im Westen etwa 42 Kilometer und nach Mülhausen im Norden etwa 19 Kilometer.
Nachbargemeinden von Altkirch sind Aspach und Walheim im Norden, Wittersdorf im Osten, Hirsingue und Hirtzbach im Süden sowie Carspach im Nordwesten.

## Geschichte
Der Ort wurde 1102 („Altikirich“) erstmals erwähnt und bestand zunächst aus einer Kirche an einer Furt und einer einen Kilometer entfernten Burg. Die Burg gehörte den Grafen von Pfirt. Graf Frédéric II. ließt eine Befestigungsanlage erbauen und überließ dem Kloster Lucelle Land im Jahr 1215 „in der von ihm selbst erbauten Stadt Altkirch“. Im 13. Jahrhundert erhielt der Ort das Stadtrecht. Im Jahr 1271 trat aus finanziellen Gründen Graf Ulric II. alle seine Ländereien an Heinrich von Neuchâtel, den Bischof von Basel, ab, um sie von ihm als Lehen zurück zu erhalten. Die Grafen von Pfirt waren somit Vasallen der Bischöfe von Basel.
Mit dem Aussterben der Grafen von Pfirt im Mannesstamm im Jahre 1324 fiel Altkirch durch Heirat in den Besitz des Hauses Habsburg. Ab dem Westfälischen Frieden (1648) gehörte es – mit Unterbrechung von 1871 bis 1918 – zu Frankreich. 1659 ging Altkirch durch Schenkung König Ludwigs XIV. in den Besitz Kardinals Mazarins über.
Um 1900 hatte Altkirch eine katholische Kirche, eine evangelische Kirche, eine Synagoge, ein Gymnasium, ein Amtsgericht und ein Hauptzollamt. 1940 wurden die noch ansässigen jüdischen Einwohner unter deutscher Besatzung nach Südfrankreich deportiert und die Synagoge von Altkirch als Kino zweckentfremdet.
Altkirch gilt als Wallfahrtsort, da es Lebensstätte und Begräbnisort des Regionalheiligen Morandus ist. Die Wallfahrtskirche birgt neben dem gotischen Steingrab des Benediktiners auch sein wertvolles Kopfreliquiar von 1428.

## Wappen
Wappenbeschreibung: „D'Azur à une église d'argent couverte de gueules et ajourée du champ, flanquée à dextre d'un clocher aussi d'argent couvert de gueules ouvert et ajouré du champ croisé d'or, le tout sur une terrasse de sinople.“ 
In Azurblau steht eine silberne Kirche, bedeckt mit Rot und durchbrochenem Feld, rechts flankiert von einem ebenfalls silbernen Glockenturm, bedeckt mit offenem Rot und durchbrochenem Feld, gekreuzt mit Gold, alles auf einer grünen Terrasse.

## Einwohnerentwicklung
| Jahr | Einwohner | Anmerkungen |
| ---- | --------- | --- |
| 1780 | –         | über 150 Feuerstellen (Haushaltungen)                                                                                  |
| 1824 | 2215      | davon 2053 Katholiken, zwölf Protestanten und 130 Juden                                                                |
| 1861 | 3108      | [ 5 ] |
| 1872 | 2955      | am 1. Dezember, in 449 Häusern, nach anderen Angaben 3193 Einwohner                                                    |
| 1880 | 3100      | am 1. Dezember, auf einer Fläche von 954 ha, in 407 Wohnhäusern, davon 2569 Katholiken, 223 Protestanten und 272 Juden |
| 1885 | 3242      | davon 2664 Katholiken, 246 Evangelische und 288 Juden                                                                  |
| 1890 | 3402      | [ 5 ] |
| 1900 | 3298      | [ 1 ] |
| 1905 | 3392      | [ 5 ] |
| 1910 | 3491      | [ 5 ] [ 10 ] |

| Jahr      | 1962 | 1968 | 1975 | 1982 | 1990 | 1999 | 2009 | 2020 |
| --------- | ---- | ---- | ---- | ---- | ---- | ---- | ---- | ---- |
| Einwohner | 4246 | 5118 | 5319 | 5268 | 5090 | 5386 | 5774 | 5658 |

## Kultur und Sehenswürdigkeiten
In einem Renaissancegebäude ist das Sundgau-Museum eingerichtet, das Möbel aus dem Elsass und Werke des regionalen Künstlers Jean Jacques Henner zeigt.

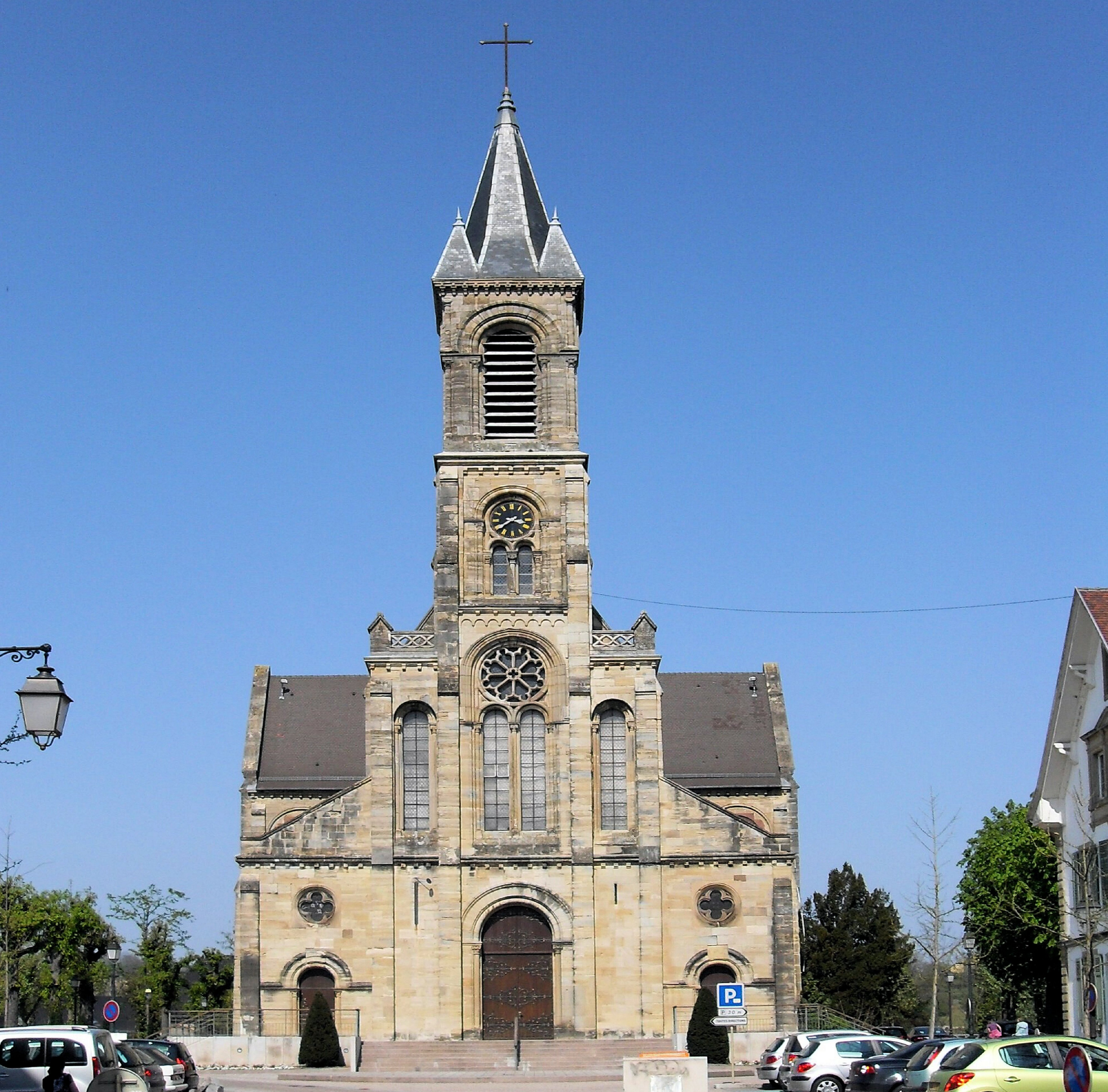
Mariä-Himmelfahrt-Kirche
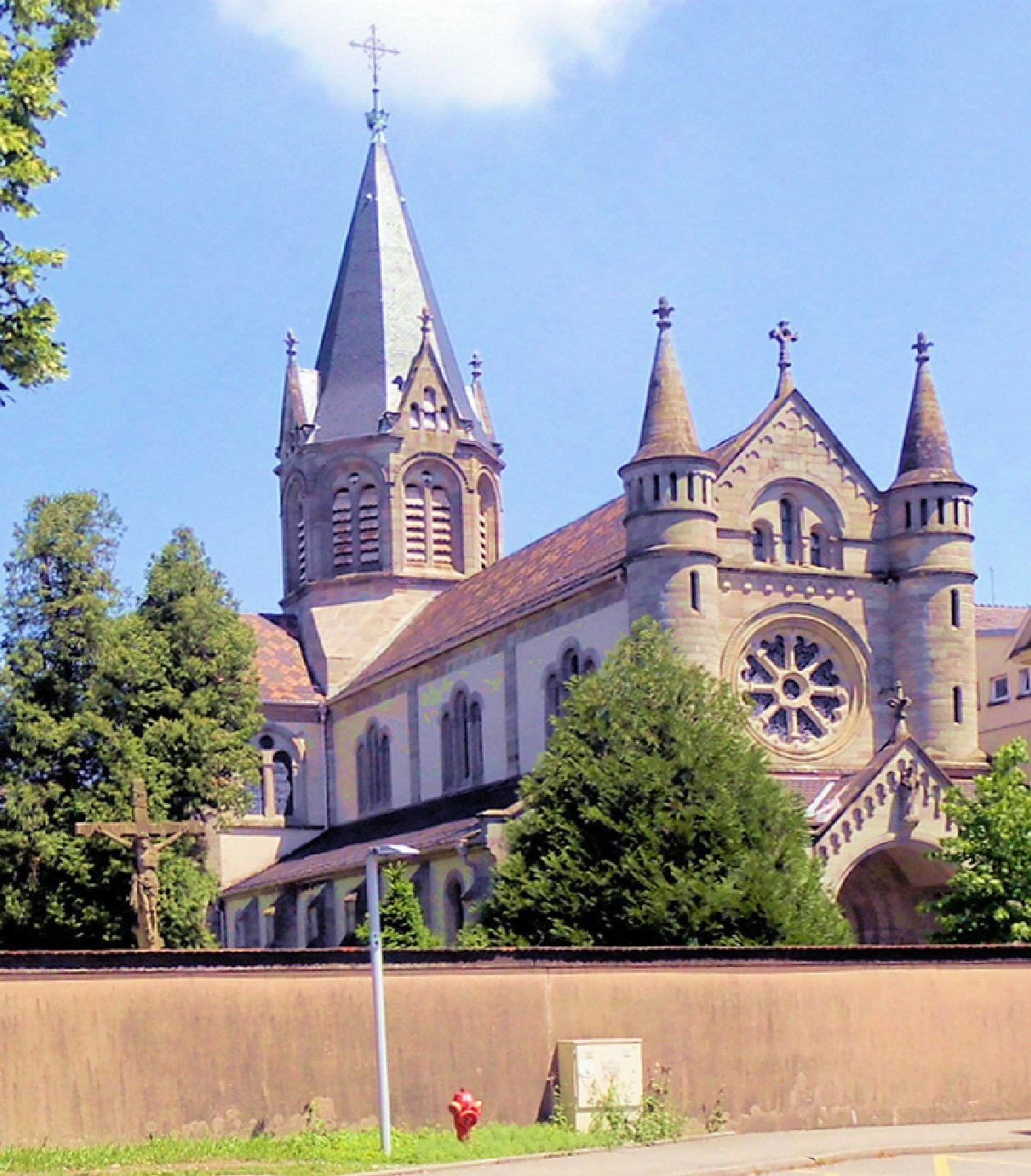
Kirche St. Morandus
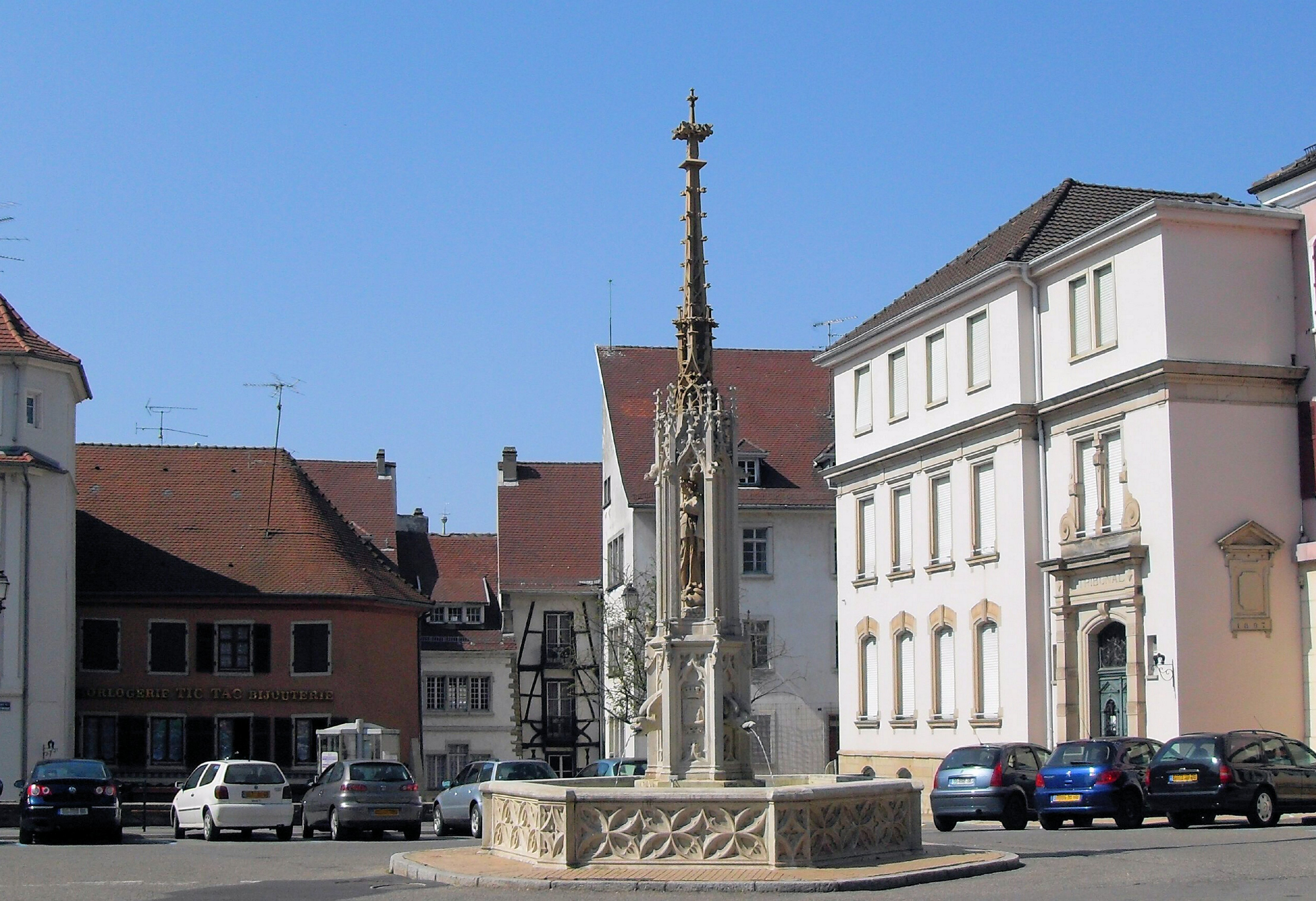
Jungfrau-Brunnen am Place de la République
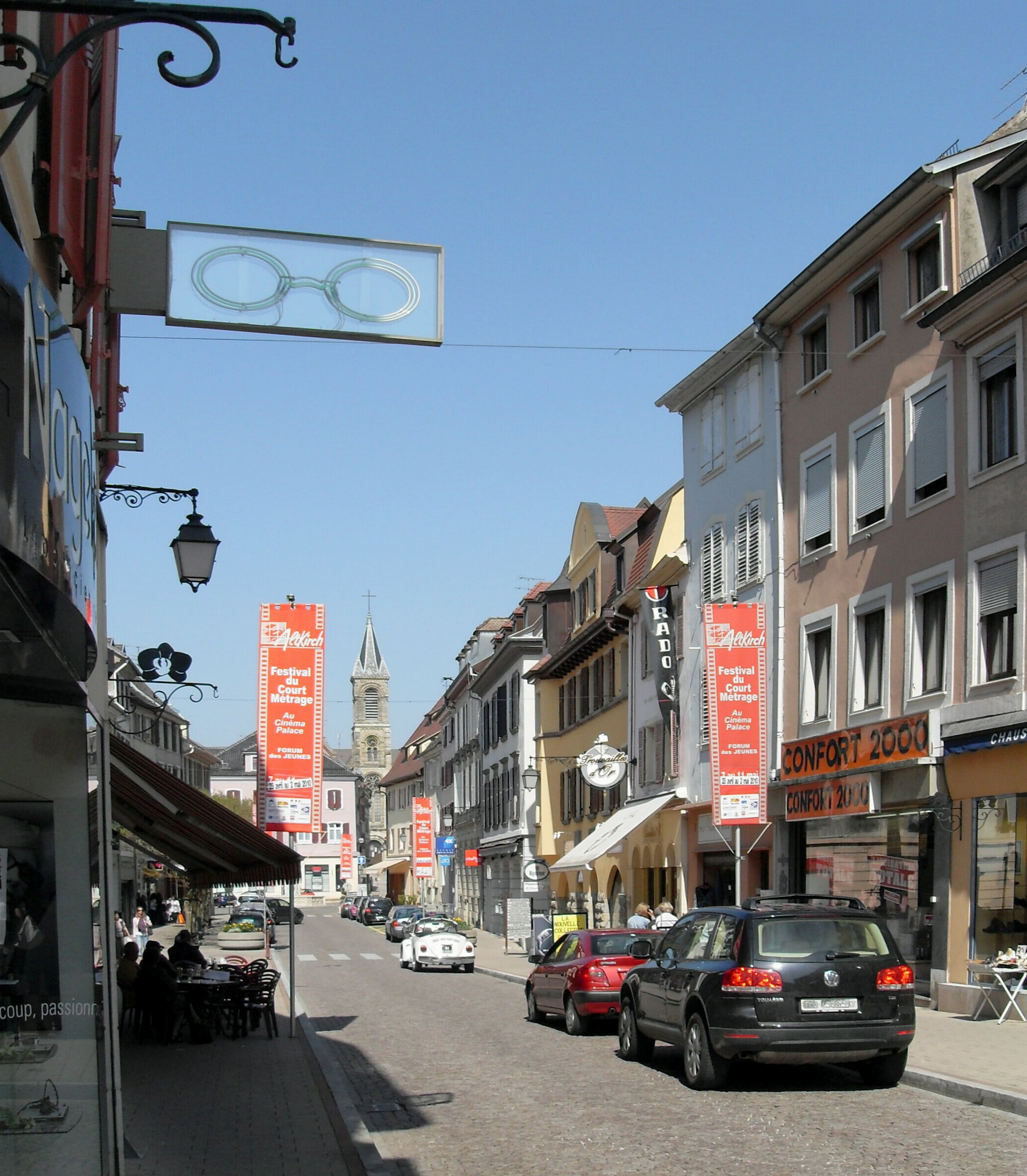
Rue du Général-de-Gaulle
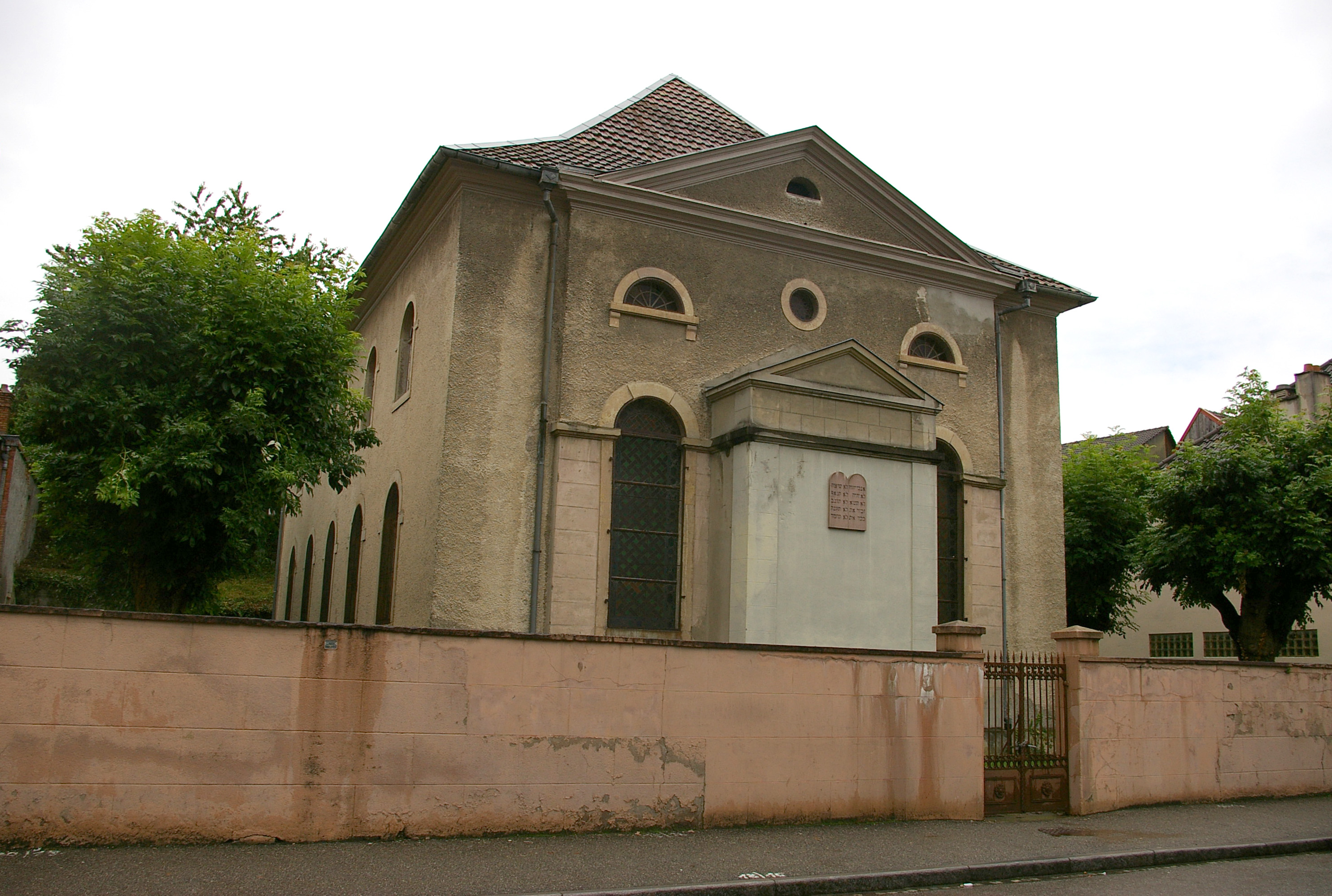
Synagoge
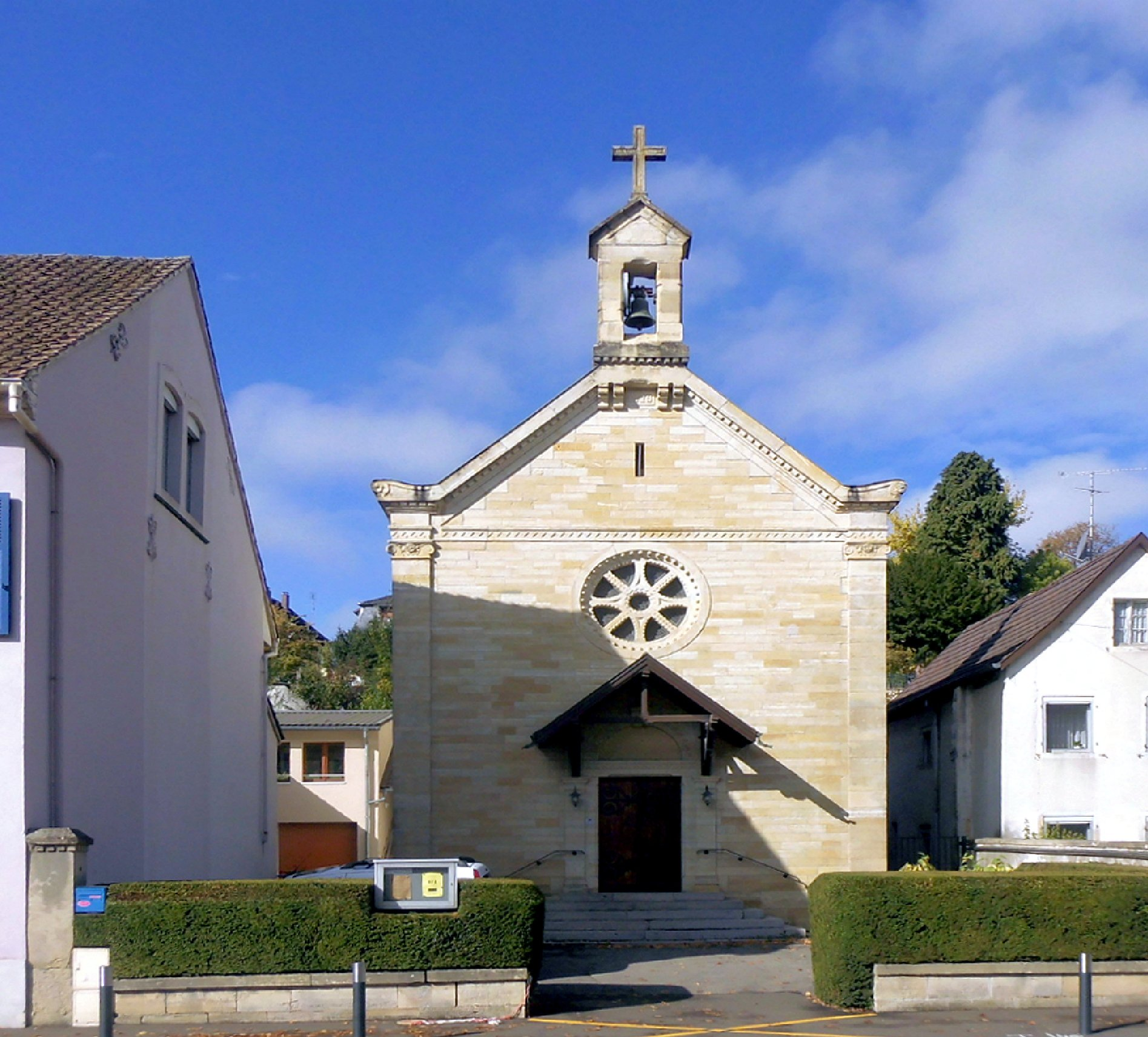
Protestantische Kirche
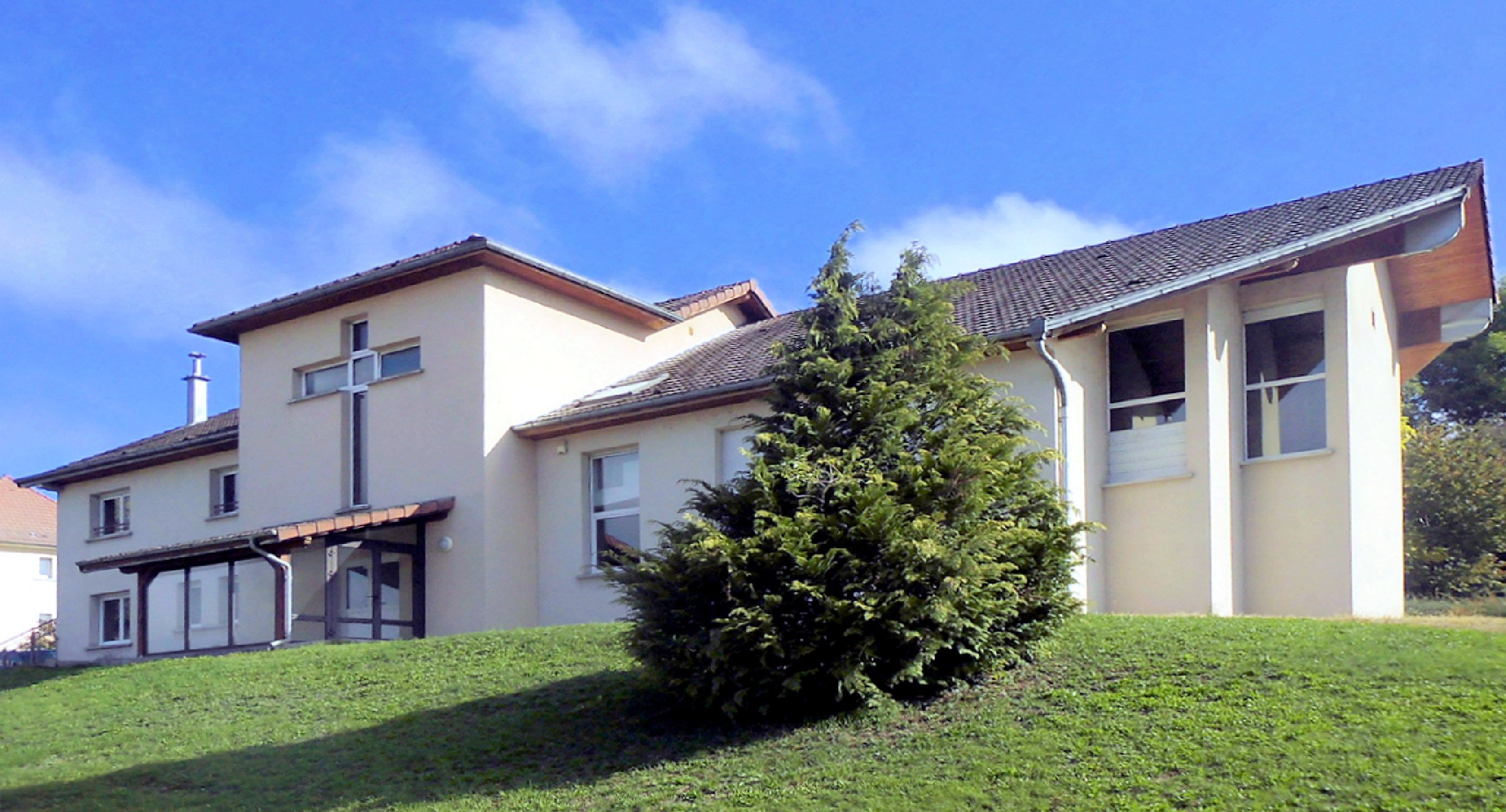
Mennonitische Kirche
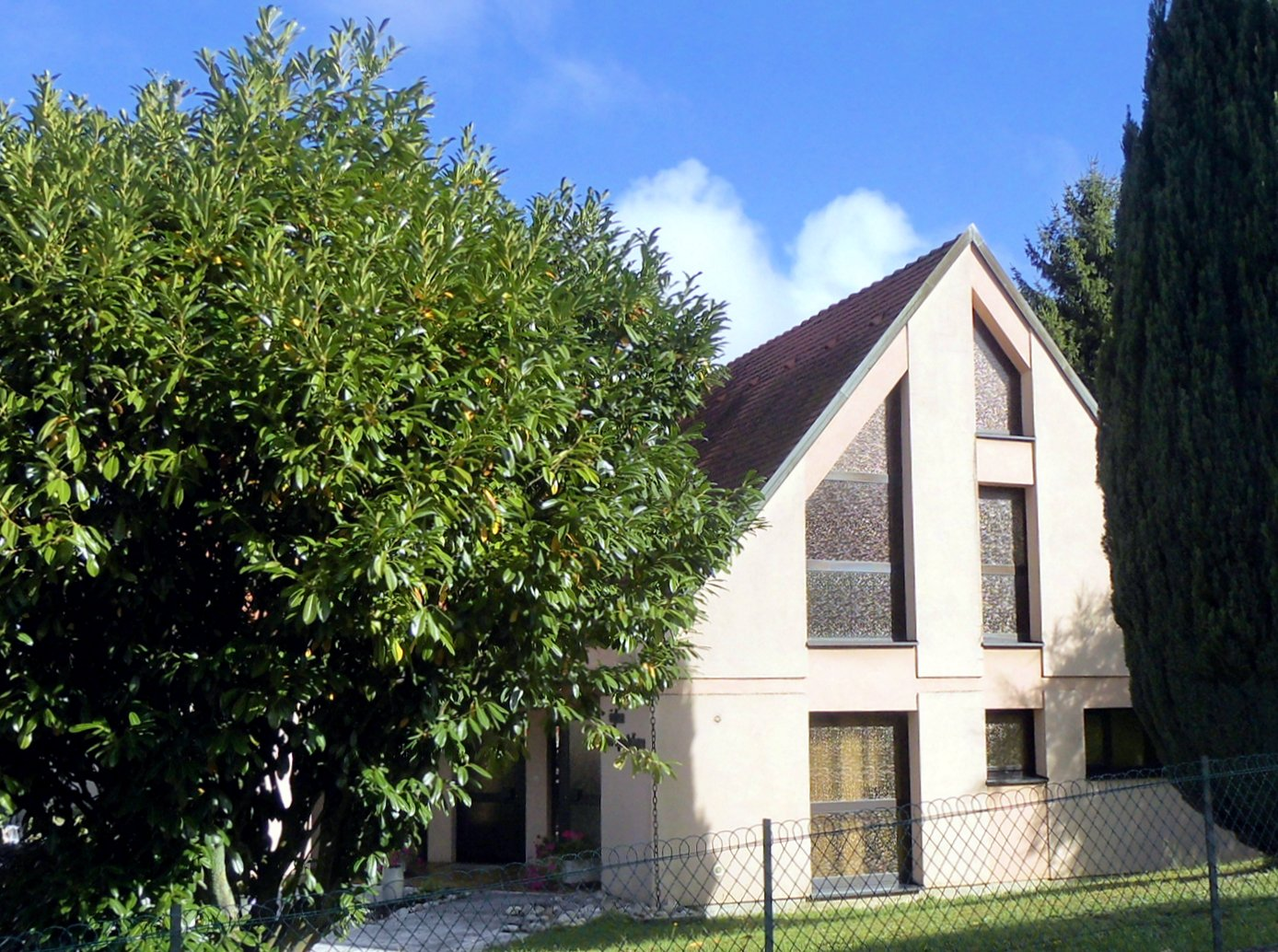
Neuapostolische Kirche

## Verkehrsanbindung

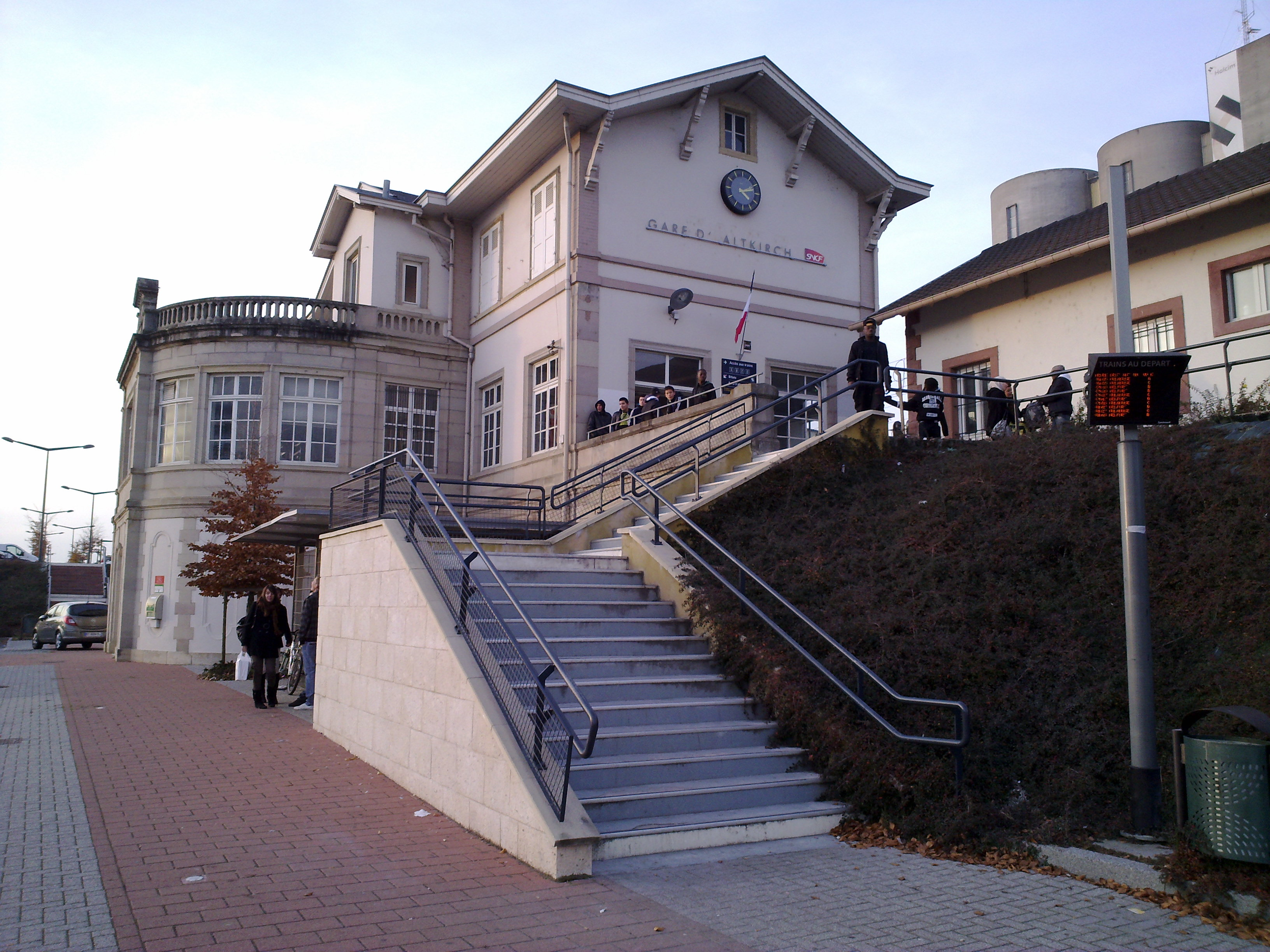
Bahnhofsgebäude

Altkirch besitzt einen Bahnhof⊙ an der Bahnstrecke Paris–Mulhouse seit dem 15. Oktober 1857. Ab 1891 zweigte hier die Bahnstrecke Altkirch–Ferrette ab. Der Personenverkehr wurde auf dieser Strecke 1951 eingestellt, der Güterverkehr 1968. Bis Dezember 2011 hielten Intercités-Züge in Altkirch, durch die Inbetriebnahme der LGV Rhin-Rhône halten nur noch TER Grand Est und TER Franche-Comté Züge.

## Städtepartnerschaften
Altkirch unterhält Partnerschaften zu Le Thor im Département Vaucluse (Frankreich) (seit 1991) und seit 1994 zu San Daniele del Friuli in der Region Friaul-Julisch Venetien (Italien).

## Persönlichkeiten
- Johann Ulrich Surgant (ca. 1450–1503), Theologe und Pfarrer in Basel[12]
- Marie-Eve Ostertag (1738–1812), erste Oberin der Spitalschwestern in Pruntrut
- Paul Ackermann (1812–1846), Sprachwissenschaftler und Schriftsteller
- Gaston Frommel (1862–1906), evangelischer Geistlicher und Hochschullehrer in Genf und Lausanne
- Lucien Herr (1864–1926), Intellektueller
- Ernst Knopf (1873–1926), deutscher Schriftsteller
- Ludwig Bergsträsser (1883–1960), deutscher Politiker
- Julius Kaufmann (1895–1968), deutscher Maler und Grafiker
- Ingo Lang von Langen (1895–1979), deutscher Verwaltungsjurist
- Hildegard Bleyler (1899–1984), deutsche Politikerin
- Christian Marbach (* 1937), französischer Ingenieur, Kapitalfondsgründer
- Jean-Luc Reitzer (* 1959), französischer Politiker
- Yvan Muller (* 1969), Automobilrennfahrer
- Nicolas Hartman (* 1985), Radrennfahrer